# Konvergence (ekonomie)
Konvergence v ekonomii znamená tendenci méně vyspělých ekonomik dohánět ekonomiky více vyspělé.

## Historie
Roku 1960 je americkým profesorem Clarkem Kerrem vyřknuta teorie konvergence. Lucasův paradox z roku 1990 však ukazuje, že předpoklad ekonomické teorie o toku kapitálu do méně vyspělých zemí, neplatí pro 20. století. Mezi lety 1960 a 2010 ke globální konvergenci příliš nedošlo. V eurozóně dochází k divergenci. Mezi vysvětleními je vládní politika a nacionalizmus investorů. Giniho koeficient nerovnosti uvnitř společnosti se také s časem příliš nemění.

## Česko
Pro Československo je podle různých zdrojů odhadováno HDP na obyvatele a PPP relativně vůči USA na 0,312 až 0,492 pro rok 1913, 0,225 až 0,476 pro rok 1929, 0,276 až 0,509 pro rok 1938. Po revoluci v roce 1989 byla politická představa, že ekonomika Československa dožene tu vyspělejší západní za několik let, ale nedohnala ji ani po několika desetiletích. Pro rok 1990 je uváděn poměr ČR vůči USA jako 0,53 či 0,54. MMF pro rok 2020 uvádí poměr ČR vůči USA jako 0,602. Evropský jednotný trh vedl ke sblížení východoevropských a jihoevropských ekonomik, ale nikoli k západoevropským jako je Německo.